# Раи (Тревизо)
Раи (итал. Rai) је насеље у Италији у округу Тревизо, региону Венето.
Према процени из 2011. у насељу је живело 373 становника. Насеље се налази на надморској висини од 25 м.